# Municipio de Prairie (Dakota del Norte)
El municipio de Prairie (en inglés: Prairie Township) es un municipio ubicado en el condado de LaMoure en el estado estadounidense de Dakota del Norte. En el año 2010 tenía una población de 43 habitantes y una densidad poblacional de 0,46 personas por km².

## Geografía
El municipio de Prairie se encuentra ubicado en las coordenadas 46°35′40″N 98°12′43″O / 46.59444, -98.21194. Según la Oficina del Censo de los Estados Unidos, el municipio tiene una superficie total de 93.59 km², de la cual 93,55 km² corresponden a tierra firme y (0,04 %) 0,03 km² es agua.

## Demografía
Según el censo de 2010, había 43 personas residiendo en el municipio de Prairie. La densidad de población era de 0,46 hab./km². De los 43 habitantes, el municipio de Prairie estaba compuesto por el 100 % blancos. Del total de la población el 0 % eran hispanos o latinos de cualquier raza.